# Belfonte (Oklahoma)
Belfonte ist ein Census-designated place nordwestlich von Fort Smith im Sequoyah County in Oklahoma, nahe der Ostgrenze des Bundesstaates. Das Gebiet hatte beim US-Census im Jahr 2020 298 Einwohner.

## Geografie
Die Gemarkung von Belfonte umfasst 20,5 km². Sie liegt nahe an der Grenze zu Arkansas an der Oklahoma State Route 101. In der Nähe von Belfonte befindet sich die Abfahrt zur Blockhütte Sequoyahs, des Erfinders der Cherokee-Schrift.
Belfonte liegt zwischen den Orten Short und Long, etwa 20 Kilometer nordwestlich von Fort Smith. Das Zensusgebiet ist zu großen Teilen bewaldet und schon ein Teil des Waldgebiets der Ozarks im Norden. Es hat eine mittlere Höhe von 244 m über dem Meeresspiegel.
50,2 % der Einwohner sind indianischer Herkunft, 42,3 % sind Weiße. Das jährliche Pro-Kopf-Einkommen beträgt 15.786 US-Dollar. 9,9 % der Bevölkerung lebt unterhalb der Armutsgrenze.

## Bildung
Belfonte hat nur eine Grundschule, die Belfonte Elementary School, die auch von Schülern aus Muldrow besucht wird. Die Cherokee Nation stellt regelmäßig Zuschüsse für die Schule zur Verfügung, weil besonders viele Schüler, die hier unterrichtet werden, aus Cherokee-Familien stammen. In der ersten Hälfte des Jahres 2009 waren es 48 Schüler.